# 圣玛丽亚-德拉韦尔萨
圣玛丽亚-德拉韦尔萨（義大利語：Santa Maria della Versa）是意大利帕维亚省的一个市镇。总面积18.66平方公里，人口2576人，人口密度138.0人/平方公里（2009年）。国家统计（ISTAT）代码为018143。